# La prima Fernanda

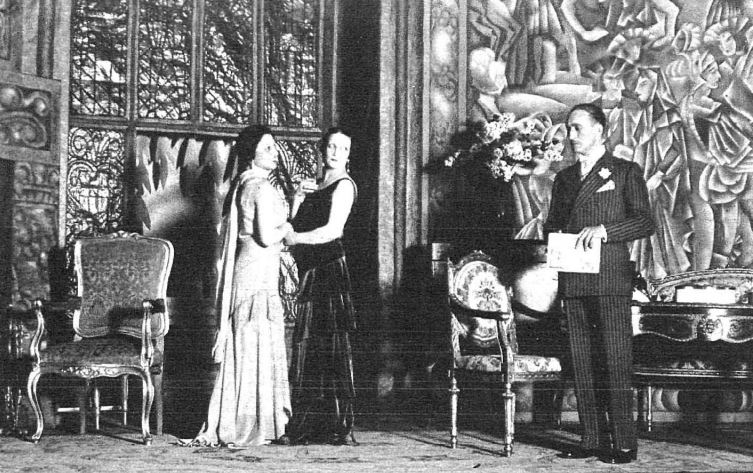
Irene López Heredia, Irene Barroso y Mariano Asquerino en una escena del estreno

La prima Fernanda es una obra de teatro en tres actos y en verso, escrita por Manuel y Antonio Machado y estrenada en 1931.

## Argumento
La apacible vida del matrimonio formado por Leopoldo y Matilde se ve alterado con la llegada de la prima Fernanda. Esta, buscando su propia felicidad, se interpone entre la pareja, con Leovigildo apasionado por su prima, provocando de paso la ruina del negocio que el hombre gestiona con su socio Román.

## Estreno
- Teatro Reina Victoria, Madrid, 24 de abril de 1931.
  - Intérpretes: Irene López Heredia (Fernanda), Mariano Asquerino (Leopoldo), Irene Barroso (Matilde), López Silva, Nicolás Perchicot, María Cuevas.